# Talca incurva
Talca incurva är en fjärilsart som beskrevs av Frederick H. Rindge 1971. Talca incurva ingår i släktet Talca och familjen mätare. Inga underarter finns listade i Catalogue of Life.